# Acuerdo WHA12-40 entre la OIEA y la OMS de 1959

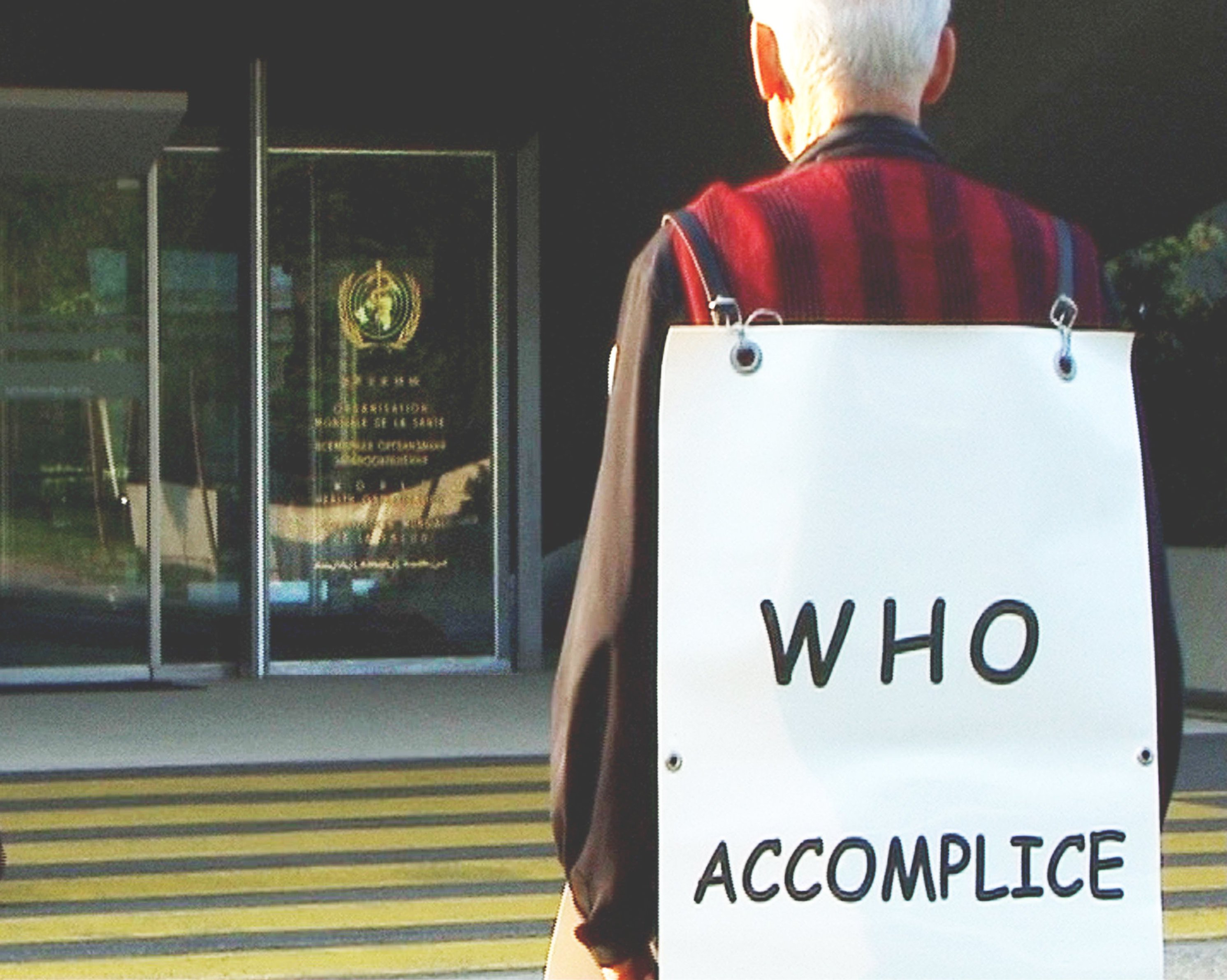
En el cartel puede leerse OMS CÓMPLICE. Un manifestante ante la sede de la Organización Mundial de la Salud en Ginebra en el vigésimo primer aniversario del accidente nuclear de Chernóbil, 26 de abril de 2007.

El acuerdo WHA 12-40 (en inglés Agreement between the International Atomic Energy Agency and the World Health Organization) entre la Agencia Internacional de Energía Atómica (AIEA, OIEA, o IAEA en inglés) y la Organización Mundial de la Salud (OMS, o WHO en inglés) fue aprobado por la Asamblea Mundial de la Salud (AMS, o WHA en inglés), órgano plenario de la OMS, el 28 de mayo de 1959. Dicho acuerdo establece básicamente el protocolo de actuación, la obligación del mutuo acuerdo y la confidencialidad en asuntos relacionados con la energía nuclear entre la OMS y la OIEA.

## Contenido
- Texto íntegro en Wikisource: acuerdo WHA 12-40 OMS - OIEA (en inglés y francés).
- Texto íntegro en español del acuerdo WHA 12-40 OMS - OIEA (enlace roto disponible en Internet Archive; véase el historial, la primera versión y la última).

El acuerdo, de 13 artículos, es breve, siendo sus apartados más importantes los siguientes:
Artículo I - Colaboración y consulta

2)...la Organización Mundial de la Salud reconoce que incumbe en primer lugar al Organismo Internacional de Energía Atómica el fomentar, facilitar y coordinar la investigación, el desarrollo y la aplicación práctica de la energía atómica con fines pacíficos en el mundo entero, sin perjuicio del derecho de la Organización Mundial de la Salud a fomentar, estimular, facilitar y coordinar en todos sus aspectos la labor sanitaria internacional, con inclusión de la investigación científica.

3) Siempre que cualquiera de ambas organizaciones tenga el propósito de iniciar un programa o actividad relativo a una materia en que la otra organización esté o pueda estar fundamentalmente interesada, la primera consultará a la segunda a fin de resolver la cuestión de común acuerdo.

Artículo III - Intercambio de información y de documentos

1) El Organismo Internacional de Energía Atómica y la Organización Mundial de la Salud reconocen que quizá resulte necesario aplicar ciertas limitaciones con objeto de proteger el carácter confidencial de las informaciones reservadas que se les faciliten. Por tanto, convienen en que ninguna de las cláusulas del presente Acuerdo obliga a una de las dos organizaciones a facilitar a la otra una información determinada si, a juicio de la organización que posea dicha información, se abusa con ello de la confianza de cualquiera de sus Miembros o de quienquiera que se la haya comunicado, o se perjudica de cualquier manera el desarrollo normal de sus actividades...

Artículo XII - Revisión o denuncia del Acuerdo

1) El presente Acuerdo podrá ser revisado por mutuo acuerdo entre la Organización Mundial de la Salud y el Organismo Internacional de Energía Atómica a petición de cualquiera de las partes.

2) Si no se llega a un acuerdo acerca de la revisión, el presente Acuerdo podrá ser denunciado por cualquiera de las partes mediante notificación dirigida a la otra en fecha no posterior al 30 de junio de cualquier año y dejará de surtir efecto el 31 de diciembre del mismo año.

### Interpretación de la OMS de su acuerdo con la OIEA - 2001
En febrero de 2011, ante el cuestionamiento constante del acuerdo por periodistas, personas y organizaciones, desde la oficina de la información de la OMS se emitió un comunicado bajo el título Interpretación del acuerdo entre la Organización Mundial de la Salud y la Agencia Internacional de Energía Atómica (Interpretation of the world health organization's agreement with the International Atomic Energy Agency) que considera infundada la preocupación de que la OMS no puede actuar de forma independiente en asuntos relacionados con la exposición a sustancias radioactivas y la salud humana debido a que está obligada por el Acuerdo de 1959.
Como prueba alude a las recomendaciones de la OMS sobre la profilaxis de yodo en el caso de accidentes nucleares o catástrofes nucleares. En dicho comunicado se indica que el acuerdo es uno más entre la OMS u otras organizaciones además de entender que la cláusula de confidencialidad es habitual y similar a otros acuerdos.
En relación con las críticas a su inactividad ante el estudio de la radiación sobre la salud humana señala que se está en proceso de desarrollar un amplio programa mundial sobre radiación. En relación con las críticas al peligro del uranio empobrecido utilizado como armamento convencional se indica que la OMS está ultimando una evaluación genérica de riesgos para la salud que puede plantear la exposición al uranio empobrecido.

## Críticas al Acuerdo WHA 12-40 entre AIEA y OMS
Para críticos como Michel Fernex el origen del acuerdo fue el siguiente: en 1956, la OMS hizo la siguiente pregunta a los genetistas: ¿Cuáles son los efectos genéticos de las radiaciones en los seres humanos, ya que esta Industria crece y la radiación nuclear afectará cada vez más a los humanos?. El grupo de trabajo incluía a un Premio Nobel de la Genética y otros científicos muy reconocidos. El informe concluye que la industria estaba produciendo un aumento en la radiación y que, por tanto, también van a aumentar las mutaciones en la población. Y esto va a ser perjudicial para las personas y sus descendientes. Esta advertencia produjo mucha preocupación en la ONU, que creó la Agencia Internacional de la Energía Atómica en 1957, sólo un año después. Para limitar la acción de la OMS se propone la firma del acuerdo con la AIEA, cuyo objetivo principal era y es Acelerar y contribuir a la paz por medio de la energía atómica, a la salud y prosperidad de todo el mundo.
El accidente nuclear de Fukushima I ha vuelto a poner sobre la mesa las consecuencias negativas que la firma el 28 de mayo de 1959 del Acuerdo WHA12-40 (enlace roto disponible en Internet Archive; véase el historial, la primera versión y la última). entre la Organización Mundial de la Salud y la Agencia Internacional de la Energía Atómica suponen para la consecución de los objetivos de la primera.

### Pérdida de independencia de la OMS
Para sus críticos el acuerdo impide que la OMS actúe de forma independiente, ya sea informando o investigando sobre los efectos sobre la salud humana de la radiactividad y la contaminación radiactiva causadas por el uso de la energía nuclear y, específicamente, por los accidentes nucleares y catástrofes nucleares como el accidente de Chernóbil y el accidente nuclear de Fukushima I.
El acuerdo impediría cualquier actuación independiente de la OMS en relación con la energía nuclear y sus efectos sobre la salud ya que en el artículo 1, apartado 2 la OMS reconoce a la AIEA como responsable última de los asuntos relaciones con la energía nuclear con fines pacíficos y obliga a resolver cualquier asunto por mutuo acuerdo -ya sea un programa, estudio o actividad relacionada con la energía nuclear. Esta última afirmación, que hace hincapié en la necesidad del común acuerdo, ha llevado a distintos observadores a advertir de la pérdida de independencia de la OMS para el estudio y difusión de cuestiones relativas a la influencia en la salud humana de la energía nuclear.

### Críticas de la organizaciónPor la independencia de la OMS
Según la agrupación de organizaciones no gubernamentales por la independencia de la OMS dicho acuerdo ha sido muy negativo, desde su constitución y de manera especial ante las catástrofes nucleares como han sido el accidente de Chernóbil y el accidente de Fukushima en Japón.
Para dicha organización ningún programa social ni médico digno de ese nombre ha sido puesto en práctica en las zonas contaminadas de Chernóbil. Se considera que dicho acuerdo ha limitado gravemente la protección de la salud de los ciudadanos del mundo en relación con la contaminación radiactiva. Se señala que en los países con actividad nuclear, los estudios epidemiológicos son raros y casi inexistentes y, en ciertos países como Francia, el secreto sobre las actividades nucleares civiles y militares es total. Para la OMS el acuerdo supondría un conflicto de intereses entre sus objetivos relacionados con la salud y los de la OIEA, organización próxima a los intereses de la industria nuclear.

### Críticas de Jean Ziegler: renuncia de la OMS a ocuparse de las víctimas de las catástrofes atómicas
Para el académico suizo Jean Ziegler, vicepresidente del comité asesor del Consejo de Derechos Humanos de las Naciones Unidas, la firma del acuerdo WHA 12-40 y su actual vigencia supone la confirmación de que "el lobby nuclear ha conseguido que la OMS renuncie a ocuparse de las víctimas de las catástrofes atómicas".

### Críticas por la dejación ante el accidente de Chernóbil
Para Serguei Anatólevich Kulish, uno de los liquidadores de Chernóbil, los informes que fueron publicados bajo el nombre de la OMS sobre el accidente de Chernóbil fueron estudios elaborados fundamentalmente por la AIEA de Viena. El convenio de 1959 habría atado de pies y manos a la OMS para realizar ella misma los estudios epidemiológicos. Para Serguei la AIEA fue creada en la época de los átomos para la paz, por la ONU, tanto para promover la energía nuclear como vigilar la proliferación de las armas nucleares -hay que recordar el TNP o NPT en inglés (Tratado de No Proliferación Nuclear)-.

### Críticas por la ausencia de la OMS ante el accidente de Fukushima
Para su críticos, el problema del acuerdo radica en que sigue limitando el estudio de las consecuencias sobre la salud humana del accidente nuclear de Fukushima I por parte de la OMS.